# Khaled Sanchou
Khaled Sanchou, né le 3 janvier 1942 à Tunis, est un homme d'affaires, un centralien et une personnalité du football tunisien.

## Biographie
Ingénieur issu de l'École centrale Paris (promotion 1967), il est propriétaire et président de plusieurs sociétés dans les domaines des télécommunications et de la promotion immobilière. Passionné de football, il s'implique dans la vie sportive tunisienne et africaine.
Joueur de volley-ball à l'Espérance sportive de Tunis et en équipe nationale, de 1958 à 1962, il pratique le football en sport universitaire, de 1964 à 1967, au sein de l'École centrale Paris ; il obtient dans ce contexte en 1966 le titre de champion de France académique.
Après des stages d'entraînement et d'arbitrage à Paris en 1965, il devient vice-président du Stade tunisien, de 1975 à 1989, puis président, de 1990 à 1991. Le club obtient sous sa houlette plusieurs titres dans diverses disciplines, notamment celui de coupe arabe des vainqueurs de coupe.
Président de la Ligue nationale de football professionnel en 1998 puis de la Fédération tunisienne de football, de 2000 à 2001, il réforme le contenu du programme de formation des entraîneurs. Sous son mandat, l'équipe nationale se qualifie pour la coupe d'Afrique des nations de football et la coupe du monde 2002, et obtient la médaille d'or aux Jeux méditerranéens de 2001 ; le pays remporte aussi l'organisation de la coupe d'Afrique des nations 2004. Dans la foulée, il préside la commission « accueil et protocole » du comité d'organisation de cette manifestation, entre 2002 et 2004.
À partir de 2002, il est membre de la commission d'organisation de la coupe d'Afrique des nations au sein de la Confédération africaine de football.